# The Second Coming of Nothing
Albums de Anti-Flag
The People or the Gun
(2009) The General Strike
(2012)
The Second Coming of Nothing est un EP du groupe de punk rock Anti-Flag, sorti le 25 mai 2010 sur 7". Il ne contient qu'une piste A Brief Misunderstanding Of The Queens And Kings, qui était une chanson bonus de leur album précédent The People or the Gun. La face B est une gravure montrant Jesus et Moïse s'embrassant.

## Liste des pistes
| 1. | A Brief Misunderstanding Of The Queens And Kings | 3:43 |